# Apluda mutica
Genre
Espèce
Apluda mutica est une espèce végétale de la famille des Poaceae, la seule du genre Apluda.